# Haller Belt
Haller Belt (* 26. November 1885 in Dallas, Texas; † 31. August 1979) war ein US-amerikanischer Filmtechniker und Spezialist für visuelle Effekte, der bei der Oscarverleihung 1940 mit dem Oscar für technische Verdienste (Technical Achievement Award) ausgezeichnet wurde.

## Leben
Belt absolvierte nach dem Schulbesuch eine Ausbildung zum Offizier an der US Naval Academy in Annapolis. Als Leutnant zur See (Ensign) war er zwischen 1911 und 1912 Kommandant (Commanding Officer) des Zerstörers Bainbridge. Er leistete während des Ersten Weltkriegs seinen Militärdienst bei der US Navy und wurde zuletzt zum Korvettenkapitän (Lieutenant Commander) befördert.
Später arbeitete er als Film- und Fototechniker für die Bausch & Lomb Optical Co. Belt, der 1939 als Fachmann für Rückprojektionen bei Vom Winde verweht (Gone with the Wind) mitgearbeitet hatte, wurde 1940 zusammen mit F. R. Abbott und Alan Cook mit einem Oscar für technische Verdienste (Technical Achievement Award) ausgezeichnet, und zwar „für wichtige Beiträge in der gemeinsamen Entwicklung von neuen und verbesserten Entwicklungsprozessmaterial wie schnelleren Projektionslinsen“ (‚for important contributions in cooperative development of new improved Process Projection Equipment: for faster projection lenses‘).
1961 gehörte er zu den Sargträgern bei der Beisetzung von Admiral Richmond K. Turner, der zu seinen Jahrgangskameraden an der US Naval Academy gehörten.
Nach seinem Tod wurde er selbst auf dem Nationalfriedhof Arlington beigesetzt.

## Auszeichnungen
- 1940: Oscar für technische Verdienste (Academy Technical Achievement Award)